# Глобальна дистиляція
Глобальна дистиляція або ефект коника -  геохімічний процес, при якому деякі хімічні речовини, в першу чергу стійкі органічні забруднювачі (СОЗ), транспортуються з тепліших в більш холодні регіони Землі, особливо полярні регіони і гірські вершини. Глобальна перегонка пояснює, чому відносно високі концентрації СОЗ були знайдені в Арктиці, в  навколишньому середовищу і в організмах тварин і людей, які живуть в північних регіонах.

## Механізм
Глобальний процес дистиляції можна зрозуміти, використовуючи ті ж принципи, що пояснюють дистиляцію або очищення хімічних речовин в лабораторії. У цих процесах речовина  випаровується при відносно високій температурі, а потім пар переміщається в область більш низької температури, де він конденсується. Аналогічне явище відбувається в глобальному масштабі для певних хімічних речовин. Коли ці  хімічні речовини "видуваються" вітром з більш теплих до більш холодних регіонів при зміні сезонів. Оскільки глобальна дистиляція є відносно повільний процес, який спирається на послідовні цикли випаровування / конденсації, вона ефективна тільки для напівлетких хімічних речовин, які руйнуються дуже повільно в навколишньому середовищі, як і ДДТ , поліхлоровані біфеніли і ліндан.